# 紀元前564年
紀元前564年（きげんぜん564ねん）は、西暦（ローマ暦）による年。紀元前1世紀の共和政ローマ末期以降の古代ローマにおいては、ローマ建国紀元190年として知られていた。紀年法として西暦（キリスト紀元）がヨーロッパで広く普及した中世時代初期以降、この年は紀元前564年と表記されるのが一般的となった。

## 他の紀年法
- 干支 : 丁酉
- 日本
  - 皇紀97年
  - 綏靖天皇18年
- 中国
  - 周 - 霊王8年
  - 魯 - 襄公9年
  - 斉 - 霊公18年
  - 晋 - 悼公9年
  - 秦 - 景公13年
  - 楚 - 共王27年
  - 宋 - 平公12年
  - 衛 - 献公13年
  - 陳 - 哀公5年
  - 蔡 - 景侯28年
  - 曹 - 成公14年
  - 鄭 - 簡公2年
  - 燕 - 武公10年
  - 呉 - 寿夢22年
- 朝鮮
  - 檀紀1770年
- ユダヤ暦 : 3197年 - 3198年

## できごと

### 中国
- 宋で火災が起こり、楽喜が司城として対応に当たった。
- 魯の季孫宿が晋に赴いた。
- 秦の景公が晋を攻撃した。楚が武城に出兵して秦を助けた。
- 晋の悼公・魯の襄公・宋の平公・衛の献公・曹の成公・斉の世子光らが連合して鄭を攻撃した。
- 鄭は晋に屈服し、晋を中心とする諸侯と戯で同盟した。
- 楚が鄭を攻撃し、鄭は楚と講和した。

## 誕生
- 釈迦

## 死去
- 魯の穆姜